# Hrvatska nogometna reprezentacija do 23 godine
Hrvatska nogometna reprezentacija za igrače do 23 godine starosti (U-23) natječe se od 2022. godine. Pod organizacijom je Hrvatskog nogometnog saveza. Trenutačni izbornik je Ognjen Vukojević.

## Povijest
Reprezentacija do 23 godine nastala je 2022. godine za potrebe prijateljske utakmice s Katarom kojem je ta utakmica trebala biti pripremna utakmica za Svjetsko prvenstvo 2022. u Kataru. Utakmica je odigrana 20. rujna u austrijskom gradu Bečko Novo Mjesto. Katar je poražen 3:0, a golove su postigli Tonio Teklić, Josip Mitrović i Sandro Kulenović.

## Vanjske poveznice
- Službene stranice HNS-a